# Architects/Dead Swans Split EP
Architects/Dead Swans Split EP es un EP compartido de las bandas británicas Architects (metalcore) y Dead Swans (hardcore punk).

## Lista de canciones
| Architects |                   |          |  |
| N.º        | Título            | Duración |  |
| 1.         | «We're All Alone» | 3:02     |  |
| 2.         | «Broken Clocks»   | 3:42     |  |

| Dead Swans |                     |          |  |
| N.º        | Título              | Duración |  |
| 3.         | «In The Half Light» | 3:26     |  |
| 4.         | «Swallow»           | 2:39     |  |
| 12:49      |                     |          |  |

## Personal
Architects
- Sam Carter - voz
- Tom Searle (†) - guitarra líder
- Tim Hillier-Brook - guitarra rítmica
- Alex "Ali" Dean - bajo
- Dan Searle - batería

Dead Swans
- Nick Worthington - voz
- Stewrt "Pid" Payne - guitarra líder
- Robbie Taylor - guitarra rítmica
- Benjamin Marco - bajo
- Benny Mead - batería

- Datos: Q30899425